# تحصیل تاندلیانواله
تحصیل تاندلیانواله (به انگلیسی: Tandlianwala Tehsil) یک تحصیل در پاکستان است که در ناحیه فیصل آباد واقع شده‌است. تحصیل تاندلیانواله ۱٬۳۵۱ کیلومتر مربع مساحت و ۷۱۰٬۰۰۰ نفر جمعیت دارد و ۱۸۳ متر بالاتر از سطح دریا واقع شده‌است.